# Yoshihiko Noda
Yoshihiko Noda (野田 佳彦 Noda Yoshihiko?,  n. 20 mai 1957) este un om politic care din septembrie 2011 până la 26 decembrie 2012 a fost prim-ministru al Japoniei.
Fiu al unui angajat al Forțelor de Autoapărare Japoneze, Yoshihiko Noda a urmat cursurile Liceului Funabashi, după care s-a înscris la Universitatea Waseda, Facultatea de Economie Politică, pe care a absolvit-o în 1980. În același an a fost acceptat la cursurile Institutului de Guvernământ și Management Matsushita, pe care l-a absolvit în 1985.
Între 1987 și 1993 a fost membru al consiliului prefectural Chiba. În 1993 a fost ales membru al Camerei Reprezentanților al Dietei japoneze din partea partidului Nihon Shintō (Noul Partid al Japoniei). În urma alegerilor anticipate din 1996- candidat din partea partidului Shinshintō (Noul Partid al Progresului)- nu a fost reales și a demisionat din partid, înscriindu-se în Partidul Democrat. La alegerile din parlamentare din 2000 a fost reales pe lista acestui partid.